# 迈松费讷
迈松费讷（法語：Maison-Feyne，法語發音：[mɛzɔ̃ fɛn]）是法国克勒兹省的一个市镇，属于盖雷区。

## 地理
迈松费讷（46°20'24"N, 1°40'12"E）面积13.27 平方千米，位于法国新阿基坦大区克勒兹省，该省份为法国中部省份，位于法國中央高原西北部，北起安德尔省和谢尔省，西接维埃纳省，南至科雷兹省，东临多姆山省，东北与阿列省接壤。
与迈松费讷接壤的市镇（或旧市镇、城区）包括：克罗藏、丹勒帕莱斯泰勒、弗雷斯利讷、萨尼亚、维拉尔。

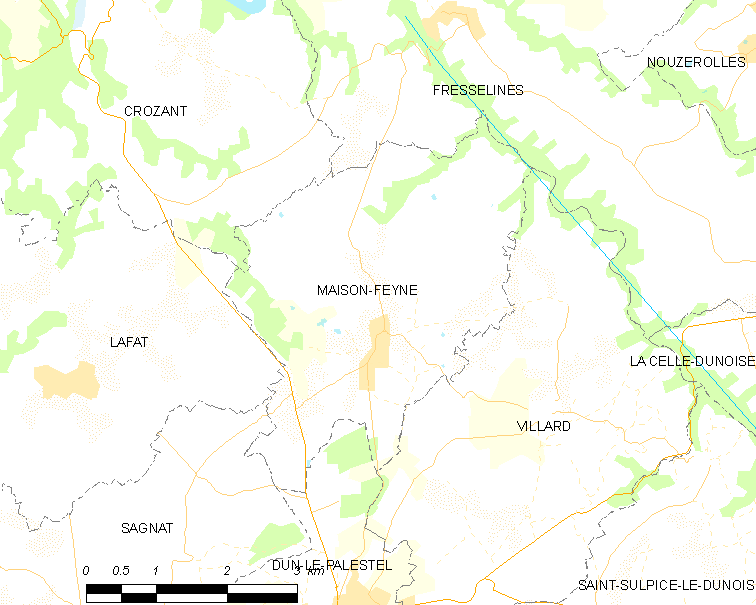
迈松费讷的OSM定位图

迈松费讷的时区为UTC+01:00、UTC+02:00（夏令时）。

## 行政
迈松费讷的邮政编码为23800，INSEE市镇编码为23117。

## 政治
迈松费讷所属的省级选区为丹勒帕莱斯泰勒县。

## 人口

1962-2008年间迈松费讷人口变化图示

迈松费讷于2022年1月1日时的人口数量为284人。